# Moeno Sakagučiová
Moeno Sakagučiová (japonsky 阪口 萌乃, * 4. června 1992 Kanagawa) je japonská fotbalistka.

## Reprezentační kariéra
Za japonskou reprezentaci v letech 2018 až 2019 odehrála 12 reprezentačních utkání. Byla členkou japonské reprezentace i na Mistrovství Asie ve fotbale žen 2018.

## Statistiky
| Japonsko | Japonsko | Japonsko |
| Roky     | Záp.     | Góly     |
| -------- | -------- | -------- |
| 2018     | 10       | 1        |
| 2019     | 2        | 0        |
| Celkem   | 12       | 1        |

## Úspěchy

### Reprezentační
- Mistrovství Asie:  2018